# Префектура Фукуј
Префектура Фукуј (Јапански:福井県; Fukui-ken) се налази у региону Чибу. Главни град је Фукуј.